# Dendrocnide warburghii
Dendrocnide warburghii là loài thực vật có hoa trong họ Tầm ma. Loài này được (W. Winkl.) Chew mô tả khoa học đầu tiên năm 1965.